# Papyrus d'Herculanum

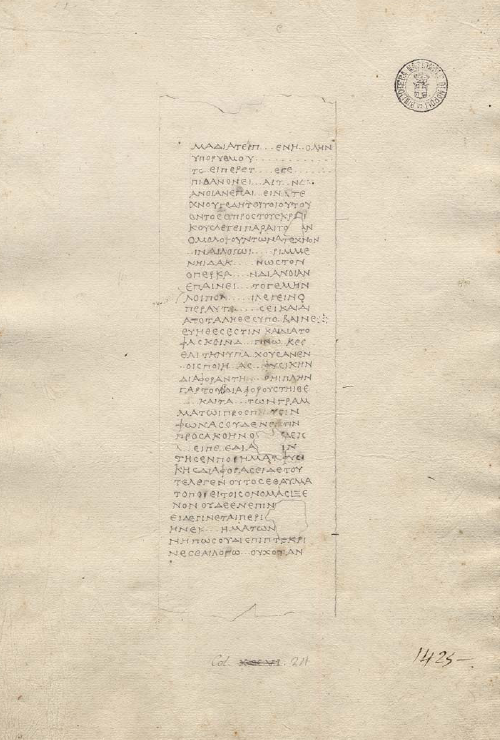
Papyrus d'Herculanum 1425 (De poem), dessiné par Giuseppe Casanova, ca. 1807.

Les papyrus d'Herculanum forment un ensemble de plus de 1 800 papyrus trouvés à Herculanum au XVIIIe siècle, carbonisés lors de l'éruption du Vésuve en 79.
Les papyrus, contenant un certain nombre de textes philosophiques et poétiques grecs et quelques textes latins, proviennent de l'unique bibliothèque antique connue subsistant dans sa totalité. La plupart des œuvres découvertes sont liées au poète et philosophe épicurien, Philodème de Gadara. Les textes contenus dans cette bibliothèque sont, soit des textes épicuriens de première main rapportés par Philodème d'Athènes et dont les auteurs sont Epicure et ses successeurs (Hermarque, Métrodore, Polyène, Démétrius Lacon), soit des notes rédigées prises par Philodème et résumant les conférences de son maître Zénon de Sidon.
Un rouleau de papyrus contient généralement jusqu'à 1 200 lignes ou 10 000 mots, et un livre moderne de 400 pages contient environ 100 000 mots. Au total, environ 30 millions de mots nous sont parvenus de l'Antiquité européenne, sous une forme ou une autre, ce qui équivaut à 3 000 rouleaux ou 300 livres modernes de 400 pages. Lorsque, avec l'aide des technologies modernes de reconnaissance de texte par l'IA, les scientifiques seront capables de lire les 600 rouleaux de papyrus roulés, carbonisés, scellés et illisibles restants de la bibliothèque d'Herculanum, cela ajoutera 60 autres textes modernes au format livre de 400 pages de l'Antiquité européenne aux 300 déjà disponibles, ce qui augmentera de 20 % les informations de l'Antiquité européenne accessibles à l'humanité,.

## Découverte

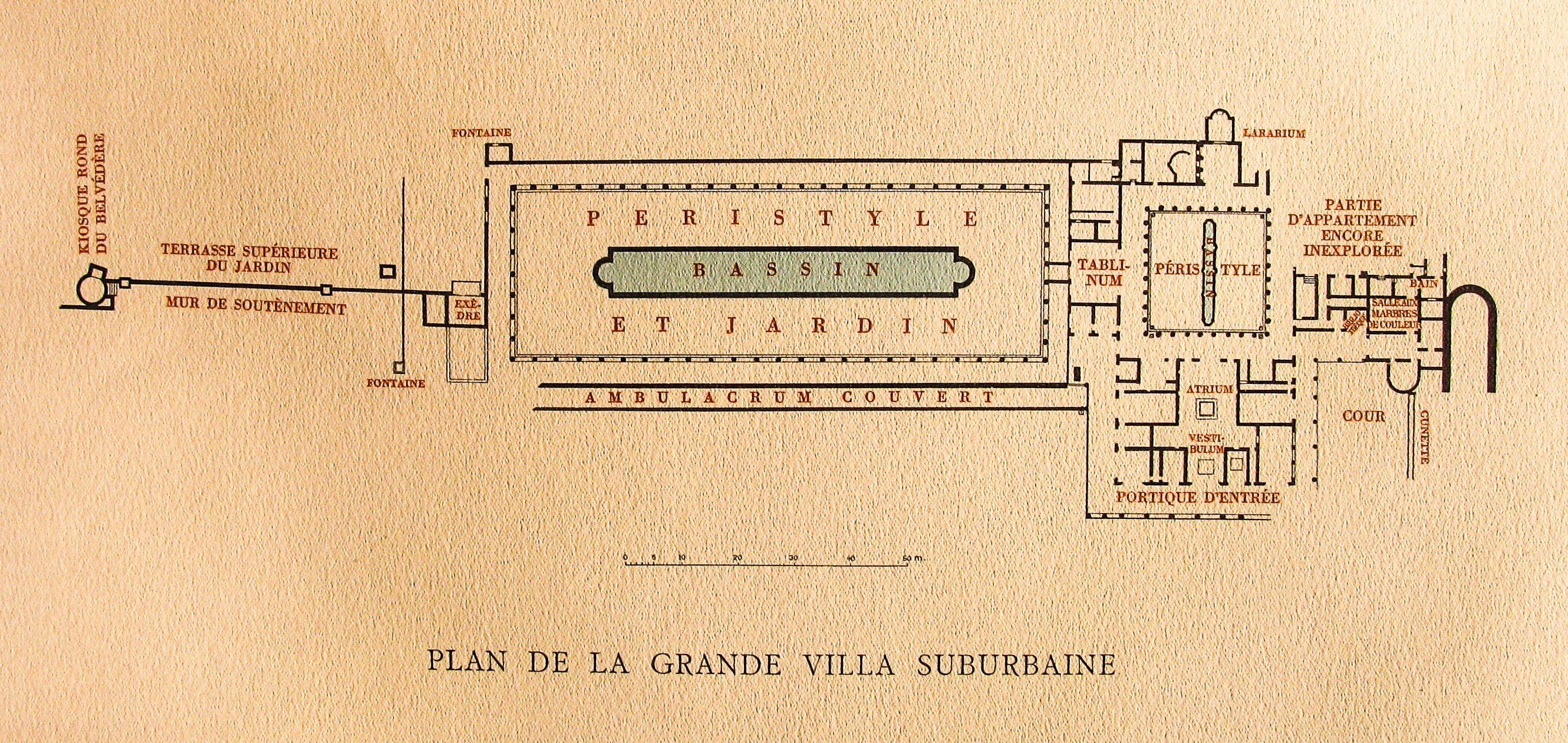
Carte de la villa des Papyrus.

En 1752, des ouvriers de la famille royale de Bourbon découvrent ce qui est maintenant connu comme la villa des Papyrus,.

## Vestiges
Les coulées pyroclastiques issues de l'éruption du Vésuve de 79 élevèrent fortement la température durant une très courte période dans la salle privée d'oxygène abritant les paquets de rouleaux, aboutissant à leur carbonisation en groupes compacts et hautement fragiles. Ils ont ensuite été préservés par des couches de roches.

### Total
Au moins 1 826 rouleaux et fragments sont dénombrés. Plus de 340 sont presque complets, environ 970 sont partiellement désagrégés et partiellement déchiffrables et plus de 500 sont de simples fragments carbonisés.

## Lecture

### Premiers essais

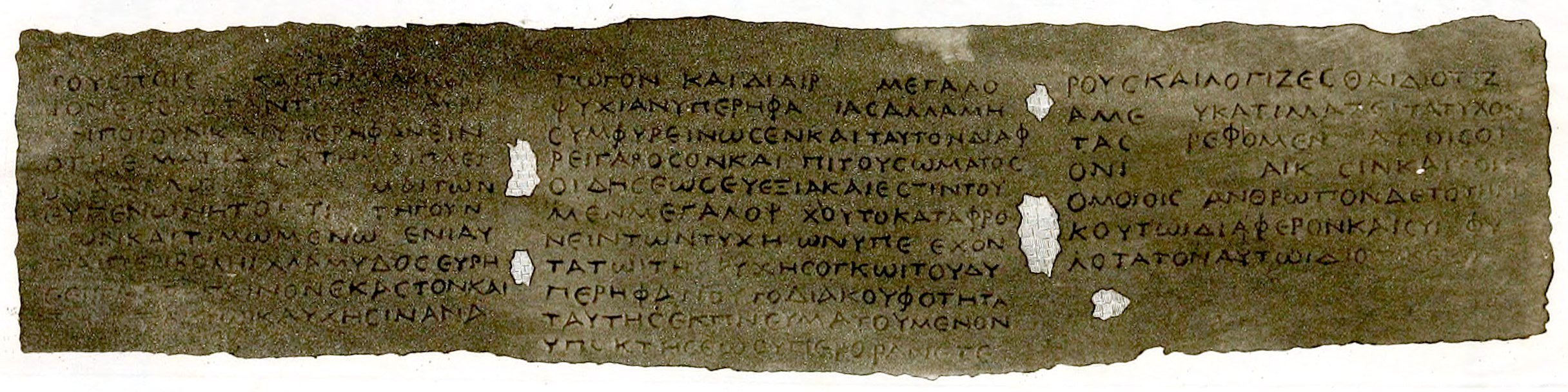
Fac-similé d'un papyrus d'Herculanum issu de Tesoro letterario di Ercolano, ossia, la reale officina dei papiri ercolanesi, 1858.

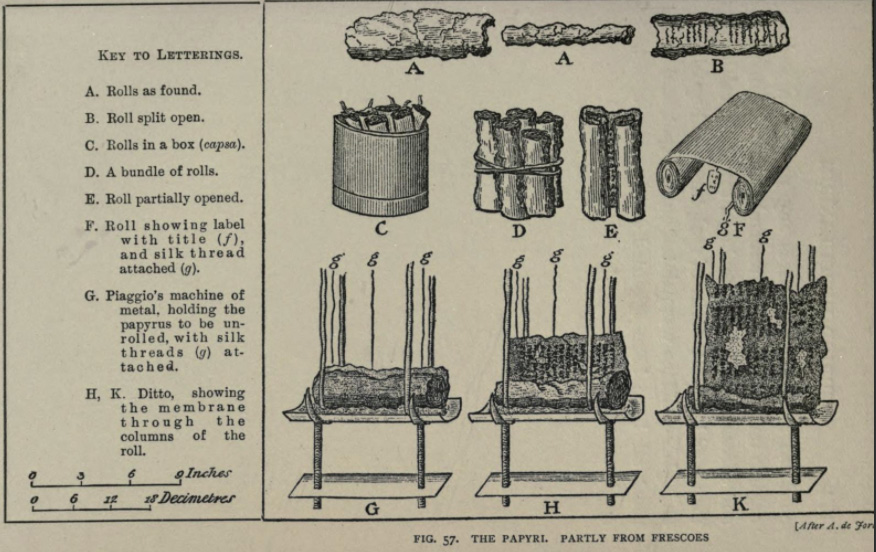
La machine de l'abbé Piaggio décrite par Ethel Ross Barker.

À la fin du XVIIIe siècle, l'abbé Piaggio invente une machine pour dérouler les rouleaux. Ils sont ensuite dessinés par des personnes ne connaissant pas le grec, revus par des hellénistes puis à nouveau corrigés, si nécessaire, par les dérouleurs/copieurs. Les dessins faits sur place à Naples sont actuellement conservés à Oxford, et le site archéologique de Naples possède uniquement des copies de ces dessins originaux.
En 1802, Ferdinand III nomme l'antiquaire et homme d'église, John Hayter (à ne pas confondre avec le peintre) à la supervision de la tâche.

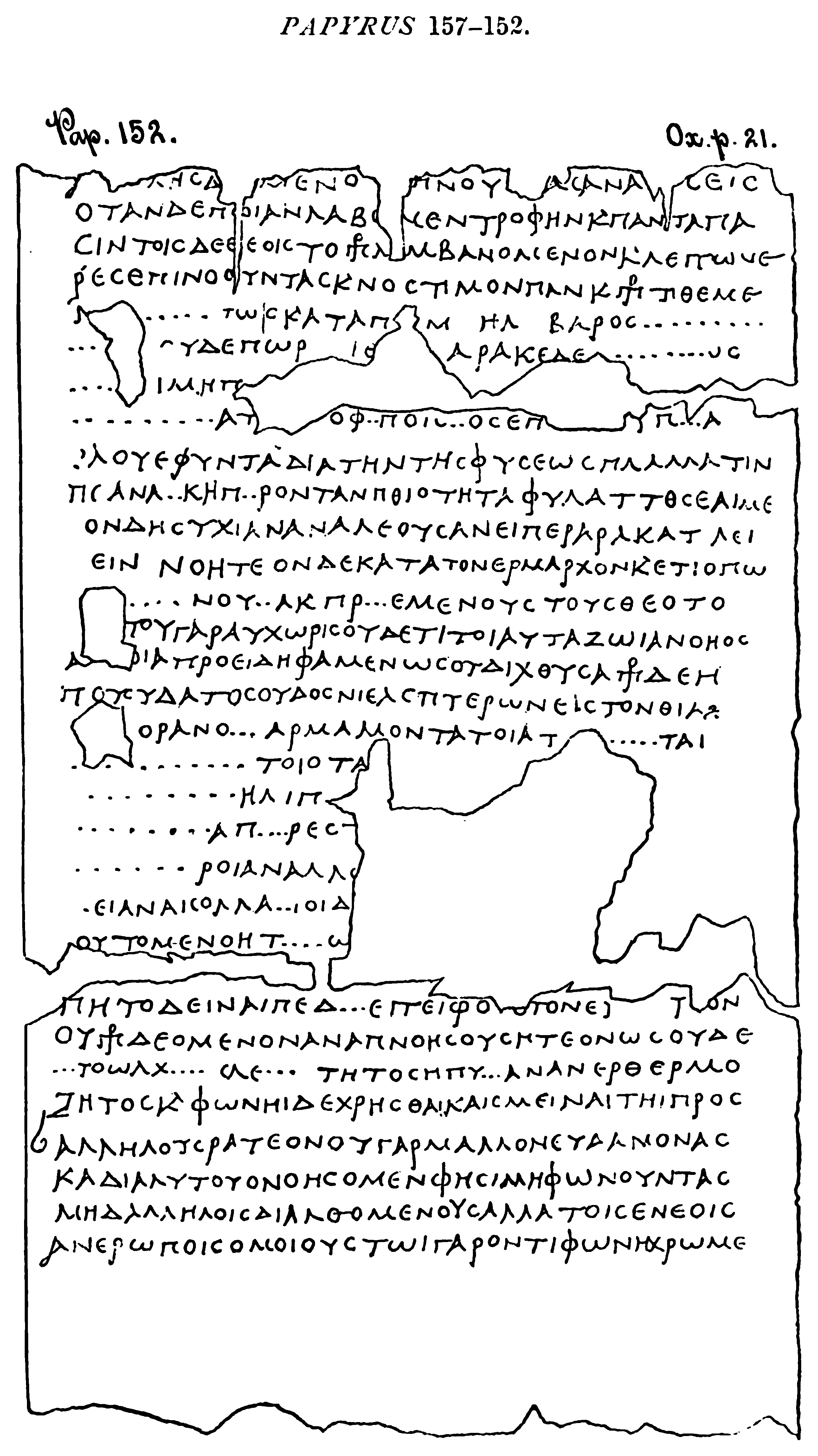
Une illustration d'un fac-similé d'Oxford.

De 1802 à 1806, Hayter déroule et déchiffre partiellement quelque 200 papyrus. Ces copies sont conservées dans la bibliothèque bodléienne, où elles sont connues sous le nom « Oxford Facsimiles of the Herculaneum Papyri ».
En janvier 1816, les archéologues Pierre-Claude Molard et Raoul Rochette tentent de dérouler un papyrus avec une réplique de la machine de l'abbé Piaggio. Cependant, l'ensemble du rouleau est détruit par l'opération sans qu'aucune information ne soit obtenue.
En 1877, un papyrus est apporté dans un laboratoire du Louvre. Un essai pour le dérouler avec un « petit moulin » a lieu sans succès et aboutit à la destruction partielle du papyrus - laissant un côté intact.

### Essais modernes
La majeure partie des papyrus préservés sont conservés à la Biblioteca nazionale Vittorio Emanuele III.
En 1969, Marcello Gigante fonde le Centre international pour l'étude des papyrus d'Herculanum (Centro Internazionale per lo Studio dei Papiri Ercolanesi; CISPE). Avec l'intention de travailler à la reprise de l'excavation de la villa des Papyrus et promouvant le renouvellement des études des textes d'Herculanum, l'institution développe une nouvelle méthode de déroulage. Utilisant la méthode 'Oslo', l'équipe du CISPE sépare les différentes couches des papyrus. Un des rouleaux se désagrégea en 300 morceaux et un autre se désagrégea aussi mais de manière plus limitée.
Depuis 1999, les papyrus sont numérisés par imagerie multispectrale. Au 4 juin 2011, la numérisation de 1 600 papyrus d'Herculanum est annoncée,.
En 2009, un programme ambitieux de déchiffrement des rouleaux des papyrus débute. Il utilise la tomographie à contraste de phase à partir de rayons X de l'European Synchrotron Radiation Facility de Grenoble,,,. Réduits à l'état de cylindres carbonisés, la plupart de ces 1 840 fragments de rouleaux sont restés illisibles jusqu'à nos jours, faute d'une technique capable de les déchiffrer sans risquer de les détruire. Deux mots et les lettres de l'alphabet grec ont pu être distingués, mais reste à reconstituer les textes. Le 21 mars 2016, des résultats de l'équipe internationale chargée du déchiffrement de ces papyrus révèlent la présence d'une quantité non négligeable de plomb dans l'encre de deux fragments de papyrus. Cette présence inattendue de plomb et avec une concentration élevée, ranime l'espoir des chercheurs de parvenir à lire ces papyrus. Néanmoins, si les résultats sont spectaculaires pour d'autres papyrus à l'encre partiellement métallique (comme les papyrus d'Ein-Gedi par exemple), la visualisation reste décevante pour les papyrus d'Herculanum.

## Déchiffrage par IA

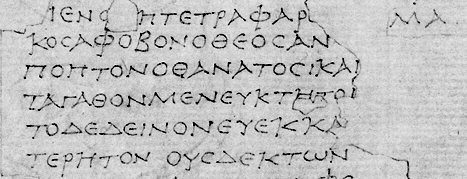
Fragments des papyrus d'Herculanum.

En octobre 2023, dans le cadre d'un concours international organisé par Brent Seales avec le soutien de deux mécènes, Nat Friedman (ancien CEO de GitHub) et Daniel Gross (cofondateur de Cue), le Vesuvius Challenge, auquel participent plus de 1 200 équipes, des étudiants en informatique, notamment Luke Farritor, ont mis au point un programme de reconnaissance d'image assistée par ordinateur pour repérer les traces d'encre à partir de scans 3D à très haute résolution ; l'application de la méthode a pu faire apparaître quatre colonnes de texte de la dernière partie d'un rouleau et à déchiffrer le mot πορφυρας. Cela semble briser le verrou technologique et ouvrir la voie à un déchiffrage au moins partiel des quelque 500 rouleaux encore jamais ouverts.
Le 5 février 2024, le site du « Vesuvius Challenge » annonce les trois gagnants du grand prix 2023. Travaillant en équipe, Youssef Nader, Luke Farritor et Julian Schilliger ont réussi à récupérer 4 passages de 140 caractères chacun (soit 5 % d'un rouleau), avec au moins 85 % des caractères déchiffrables. La méthode utilisée est documentée et longuement décrite par Youssef Nader sur son blog. Elle repose d'une part sur l'entraînement d'un modèle de reconnaissance d'image à partir d'une segmentation et d'un mapping 3D des scans du rouleau, d'autre part sur l'étiquettage manuel dans Photoshop des lettres obtenue pour un réentraînement. Leur contribution contenait également 11 colonnes supplémentaires, pour plus de 2000 caractères au total.
Les papyrologues qui ont évalué ce résultat, membres de la Papyrology Team du Challenge, sont Daniel Delattre, Gianluca Del Mastro, Robert Fowler, Richard Janko, Federica Nicolardi, et Tobias Reinhardt. Ils ont pu affirmer qu'il contient un texte philosophique inédit. Il s'agit peut-être d'un texte de Philodème de Gadara, de l'école épicurienne, dont on pense qu'il était le philosophe résident de la villa et travaillait dans la petite bibliothèque où ont été trouvés les rouleaux. L'auteur pourrait aussi être Métrodore de Scepsis ou Démétrios Lacon. Le sujet général du texte est le plaisir. Dans ces deux extraits de deux colonnes consécutives du rouleau, l'auteur se demande si et comment la disponibilité des biens, tels que la nourriture, peut affecter le plaisir qu'ils procurent.
Le projet annonce dans la foulée son nouveau concours 2024, dont le but est de déchiffrer 90 % des quatre rouleaux déjà scannés par leurs soins, et ainsi de poser les bases nécessaires au déchiffrement de l'ensemble des 800 rouleaux. Le problème principal étant la segmentation et le mapping - le processus initial consistant à « séparer » les feuilles sur le scan 3D du papyrus, à les diviser en zones et à restaurer la 3D en très haute résolution pour reconstituer le relief de chacune de ces zones - qui reste pour le moment une étape principalement manuelle et donc très coûteuse. À environ 100 $ le centimètre carré, il en coûterait plusieurs centaines de millions voire des milliards de dollars pour déchiffrer tous les rouleaux. La mise au point du processus d'auto-segmentation sera donc primordiale pour la suite de ce projet.